# Isaäc Nicolaas Theodoor Diepenhorst
Isaäc Nicolaas Theodoor Diepenhorst (Amsterdam, 20 maart 1907 – Epe, 31 december 1976) was een Nederlands politicus.
Diepenhorst, lid van de familie Diepenhorst, was Kamerlid voor de CHU, staatssecretaris en bestuurder uit een bekend protestants geslacht. Hij was de zoon van de antirevolutionaire senator en econoom Pieter Diepenhorst. Hij werd na het burgemeesterschap van de gemeente Epe en het lidmaatschap van Gedeputeerde Staten van de provincie Gelderland in 1956 Tweede Kamerlid. Diepenhorst was in het kabinet-Marijnen als eerste bewindspersoon speciaal belast met hulp aan ontwikkelingslanden. Dat beleidsterrein moest toen nog op de politieke kaart worden gezet. Hij had een voorkeur voor het geven van bilaterale hulp. In 1971 volgde nog een korte tweede periode als Tweede Kamerlid. Zijn zoon Peter Diepenhorst was in navolging van diens vader ook burgemeester en wel van Domburg en later Maartensdijk.
- Biografisch Portaal: 13161903
- International Standard Name Identifier: 0000 0004 2581 887X
- Nederlandse Thesaurus van Auteursnamen: 072150297
- Parlement.com: vg09lkzs12d2
- Virtual International Authority File: 306167730
- WorldCat: E39PBJfh9mPwqCFHTpXgpXf6rq